# Rahel Jaeggi

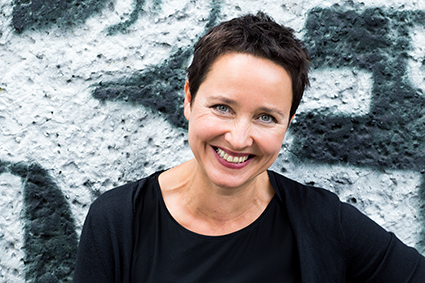
Rahel Jaeggi (2015)

Rahel Jaeggi (* 1966 in Bern) ist eine Schweizer Philosophin. Sie ist Professorin für Praktische Philosophie an der Humboldt-Universität zu Berlin. Seit dem Jahr 2018 leitet sie zudem das Center for Humanities and Social Change in Berlin. Ihr thematischer Schwerpunkt liegt in den Bereichen der Sozial- und Rechtsphilosophie sowie der politischen Philosophie, der philosophischen Ethik, Anthropologie und Sozialontologie. Gegenstand ihrer Forschung sind u. a. die Begriffe der Entfremdung, der Kommodifizierung bzw. Verdinglichung, der Ideologie, der Lebensform, der Institution und der Solidarität. Jaeggi gilt als eine Vertreterin der zeitgenössischen Kritischen Theorie.

## Leben
Rahel Jaeggi ist die Tochter der Psychoanalytikerin Eva Jaeggi und des Schweizer Soziologen, Schriftstellers und Künstlers Urs Jaeggi. Im Alter von 14 Jahren lebte sie in einem besetzten Haus im Berliner Bezirk Schöneberg und war am Besuch der Schule nicht interessiert.
Sie holte im Alter von 23 Jahren das Abitur nach. Von 1990 bis 1996 studierte Rahel Jaeggi an der Freien Universität Berlin. Das Studium beendete sie mit einer Arbeit über die politische Philosophie Hannah Arendts (Magister Artium).
In den Jahren 1996 bis 2001 war sie als wissenschaftliche Mitarbeiterin am Philosophischen Institut der Johann Wolfgang Goethe-Universität Frankfurt am Main am Lehrstuhl für Sozialphilosophie von Axel Honneth sowie am Frankfurter Institut für Sozialforschung tätig. Im Jahr 1999 war sie Visiting Scholar an der New School for Social Research, New York (USA). Im Jahr 2002 promovierte Jaeggi mit einer Arbeit zum Thema Freiheit und Indifferenz – Versuch einer Rekonstruktion des Entfremdungsbegriffs.
2002/2003 folgte eine Gast-Assistenzprofessur im Program for Ethics, Politics and Economics an der Yale University, New Haven (USA). Von 2003 bis 2009 hatte sie eine Stelle als Hochschulassistentin an der Johann Wolfgang Goethe-Universität inne. Im Jahr 2009 erfolgte ihre Habilitation zum Thema Kritik von Lebensformen. Darin versucht sie ein Kriterium zur Beurteilung sozialer Gefüge zu etablieren, das ohne Rückgriff auf eine allgemeingültige Moral auskommt. Lebensformen müssten demnach stattdessen anhand ihrer Problemlösungspotenziale bewertet werden.
Seit April 2009 ist sie Professorin für Praktische Philosophie mit den Schwerpunkten Rechts- und Sozialphilosophie an der Humboldt-Universität zu Berlin. Sie war mit ihrer Berufung die erste Professorin für Philosophie an dieser Universität. Im Jahr 2012 war sie außerdem Gastprofessorin an der Fudan-Universität, Shanghai. Im akademischen Jahr 2015/16 unterrichtete sie als Theodor-Heuss-Professorin an der New School in New York.
2023 wurde Jaeggi zum korrespondierenden Mitglied der British Academy gewählt.

## Wirken
In Jaeggis Büchern geht es oftmals um das Hinterfragen des vermeintlich „Natürlichen“ in unserer Gesellschaft.
Jaeggi war zusammen mit Daniel Loick Hauptorganisatorin der internationalen Konferenz Re-thinking Marx, die im Mai 2011 an der Humboldt-Universität zu Berlin stattfand. Zur Erforschung des Themenbereichs Krise von Kapitalismus und Demokratie erhielt Jaeggi Mittel von der Stiftung Humanities & Social Change des Hamburger Unternehmers Erck Rickmers.
2018 veranstaltete sie zusammen mit Sabine Hark und Thomas Seibert die internationale Tagung Emanzipation, die u. a. an der Technischen Universität Berlin stattfand.
Jaeggi positioniert sich immer wieder auch politisch, etwa beim Volksentscheid Deutsche Wohnen & Co. enteignen oder zum Schutz linker Subkultur. Auch unterstützte sie im Januar 2021 im Rahmen der Corona-Pandemie als Erstunterzeichnerin eine Zero-Covid-Strategie. Sie unterzeichnete den Aufruf von Berliner Dozenten gegen ein Vorgehen der Universitäten gegen Palästina-Demonstrationen. Mitte Juni 2024 forderte Jaeggi mit mehreren tausend weiteren Professoren und Dozenten den Rücktritt der Bildungs- und Forschungsministerin Bettina Stark-Watzinger aufgrund ihrer Erwägungen zur Sanktionierung von Hochschulangehörigen.

## Mitgliedschaften
- Mitglied und Stellvertretende Sprecherin im Fachkollegium Philosophie der Deutschen Forschungsgemeinschaft
- Ehemaliges Mitglied im erweiterten Vorstand der Deutschen Gesellschaft für Philosophie e.V.
- Wissenschaftlicher Beirat der Zeitschrift für philosophische Forschung
- Mitglied des wissenschaftlichen Beirats der Internationalen Marx-Engels-Stiftung (IMES)
- Vorstand Polarkreis e.V.
- Editorial Council der Constellations – An International Journal of Critical and Democratic Theory
- Grüne Akademie
- Editorial Council der Critical Horizons.
- Mitglied des Editorial Board der Zeitschrift Moral Philosophy and Politics.
- Mitglied des Editorial Board der Essex Studies in Contemporary Critical Theory (Rowmans and Littlefield International).
- Gründungsmitarbeiterin und Redakteurin der interdisziplinären Zeitschrift Polar. Politik/Theorie/Alltag (2003–2009).

## Schriften
Monographien
- Fortschritt und Regression. Suhrkamp, Berlin 2023, ISBN 978-3-518-58714-0.
- Capitalism: A Conversation in Critical Theory (zusammen mit Nancy Fraser), Cambridge (Polity) 2018.
  - deutsche Ausgabe: Kapitalismus. Ein Gespräch über kritische Theorie. Suhrkamp, Berlin 2020, ISBN 978-3-518-29907-4.
- Einführung in die Sozialphilosophie (zusammen mit Robin Celikates), München (Beck) 2017.
- Kritik von Lebensformen. Berlin (Suhrkamp) 2013. ISBN 978-3-518-29587-8.
- Entfremdung – Zur Aktualität eines sozialphilosophischen Problems, Frankfurt am Main (Campus) 2005 (Neuausgabe Berlin 2016, mit einem neuen Nachwort, ISBN 978-3-518-29785-8).
- Welt und Person – Zum anthropologischen Hintergrund der Gesellschaftskritik Hannah Arendts, Berlin (Lukas Verlag) 1997.

Aufsatzbände/Herausgeberschaften
- Nach Marx: Philosophie, Kritik, Praxis. Hrsg. mit Daniel Loick, Berlin (Suhrkamp), 2013.
- Karl Marx: Perspektiven der Gesellschaftskritik, Hrsg. mit Daniel Loick, Berlin (Akademieverlag) 2013.
- Sozialphilosophie und Kritik. Hrsg. Rainer Forst, Martin Hartmann, Rahel Jaeggi und Martin Saar, Frankfurt am Main (Suhrkamp) 2009.
- Was ist Kritik? Hrsg. Rahel Jaeggi und Tilo Wesche, Frankfurt am Main (Suhrkamp) 2009. ISBN 978-3-518-29485-7.
- Schlüsseltexte der Kritischen Theorie. Hrsg. Institut für Sozialforschung und Axel Honneth unter Mitwirkung von Sandra Beaufays, Rahel Jaeggi, Martin Hartmann und Jörn Lamla, Wiesbaden (VS Verlag) 2006.
- Herausgeberin des Schwerpunkts Marktexzesse in Westend – Neue Zeitschrift für Sozialforschung, 3/2006.

## Film- und Fernsehauftritte
- Interview im Spielfilm Der lange Sommer der Theorie von Irene von Alberti (D 2017, 81 min).[8]

## Rezensionen
- Verändern, aber vernünftig, Rezension von Thomas Meyer, Die Zeit.
- Und so lebe ich, Rezension von Christiane Müller-Lobeck, taz.
- Steig bloß nicht auf die Authentizitätswolke, Rezension von Wolfgang Kersting, FAZ.